# Gymnoclasiopa pulchella
Gymnoclasiopa pulchella är en tvåvingeart som först beskrevs av Johann Wilhelm Meigen 1830.  Gymnoclasiopa pulchella ingår i släktet Gymnoclasiopa, och familjen vattenflugor. Arten är reproducerande i Sverige.